# 1981 год в компьютерных играх

## События
- Появился журнал «Electronic Games» — первый в мире журнал, полностью посвящённый видеоиграм.
- Ноябрь — начал выходить британский журнал «Computer and Video Games».
- Ноябрь — начались продажи серии Game & Watch в Швеции.

## Выпуски игр
- Sega выпускает игры Turbo и Frogger, разработанные в Konami.
- Namco выпускает New Rally-X, Warp and Warp, Galaga и Bosconian.
- Nelsonic выпускает часы-игру Space Attacker с ЖК-экраном.
- IBM и Microsoft поставляют игру DONKEY.BAS с каждым IBM PC, вероятно, первую игру для IBM PC-совместимых машин.
- Выпущены игры Ultima и Wizardry: Proving Grounds of the Mad Overlord, начавшие две весьма удачные серии ролевых игр.
- Strategic Simulations выпускает первый политический симулятор President Elect.
- Muse Software выпускает игры Castle Wolfenstein и Robotwar.
- Nintendo выпускает игровой автомат Donkey Kong.

## Игровые автоматы
- Midway выпускает игровые автоматы Gorf, Wizard of Wor и Ms. Pac-Man.
- Nintendo выпускает игровой автомат Donkey Kong.
- Williams Electronics выпускает автомат Stargate.

## Технологии
- Astrovision Inc. распространяет Bally Computer System, купив права у Bally/Midway.
- Выиграв в конкурсе BBC, Acorn Computers Ltd дорабатывает свой компьютер Proton и выпускает его в качестве домашнего/учебного компьютера BBC Micro. Наиболее известной игрой для него стала Elite (1984).
- Coleco Industries выпускает игровую приставку Total Control 4.
- Commodore Business Machines выпускает компьютер Commodore VIC-20, начав его продажи в Японии под именем VIC-1001; в 1981 году начинаются продажи VIC-20 в Северной Америке. В итоге, Commodore VIC-20 стал первым компьютером, распроданным тиражом в более 1 млн экземпляров.
- SEGA делает в Японии пробные продажи приставки SG-1000.
- Sinclair Research выпускает домашний компьютер ZX81. Вскоре J. K. Greye Software выпускает для него 3D Monster Maze — первую компьютерную игру с трёхмерной графикой, создаваемой в реальном времени без использования специализированного векторно-графического оборудования.

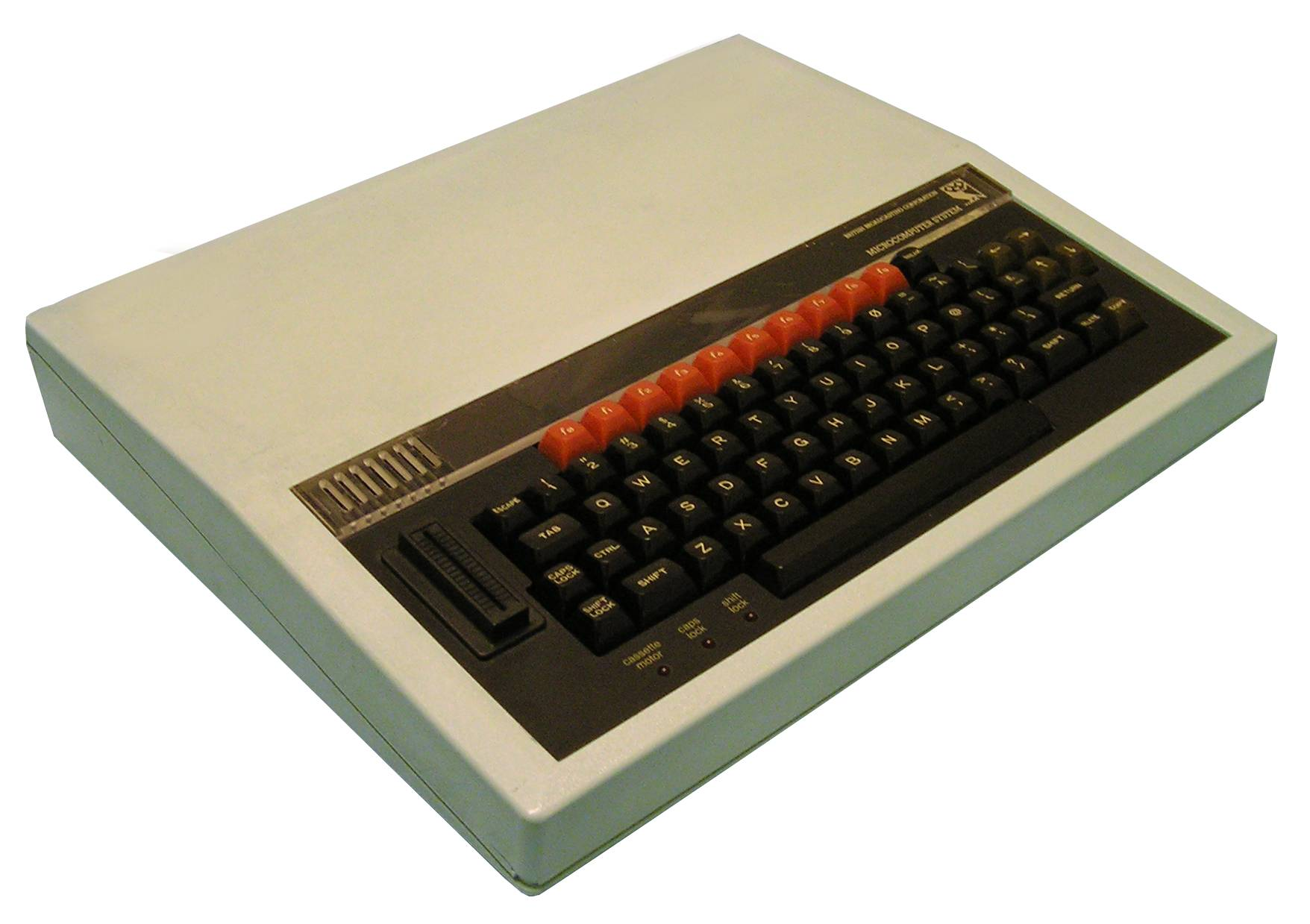
BBC Micro
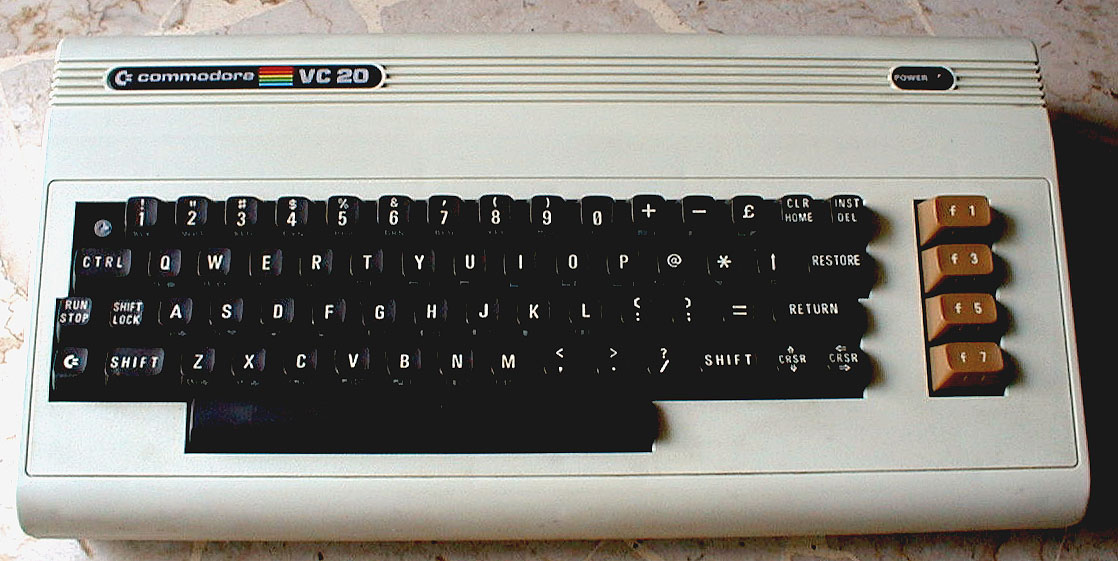
Commodore VIC-20
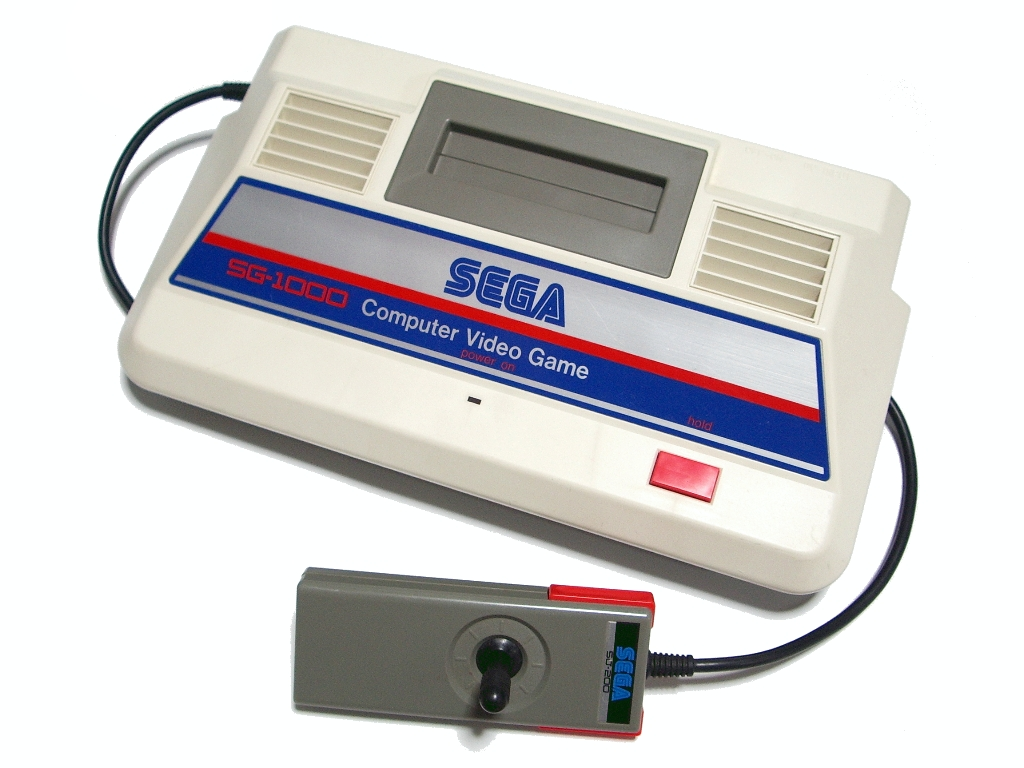
Sega SG-1000
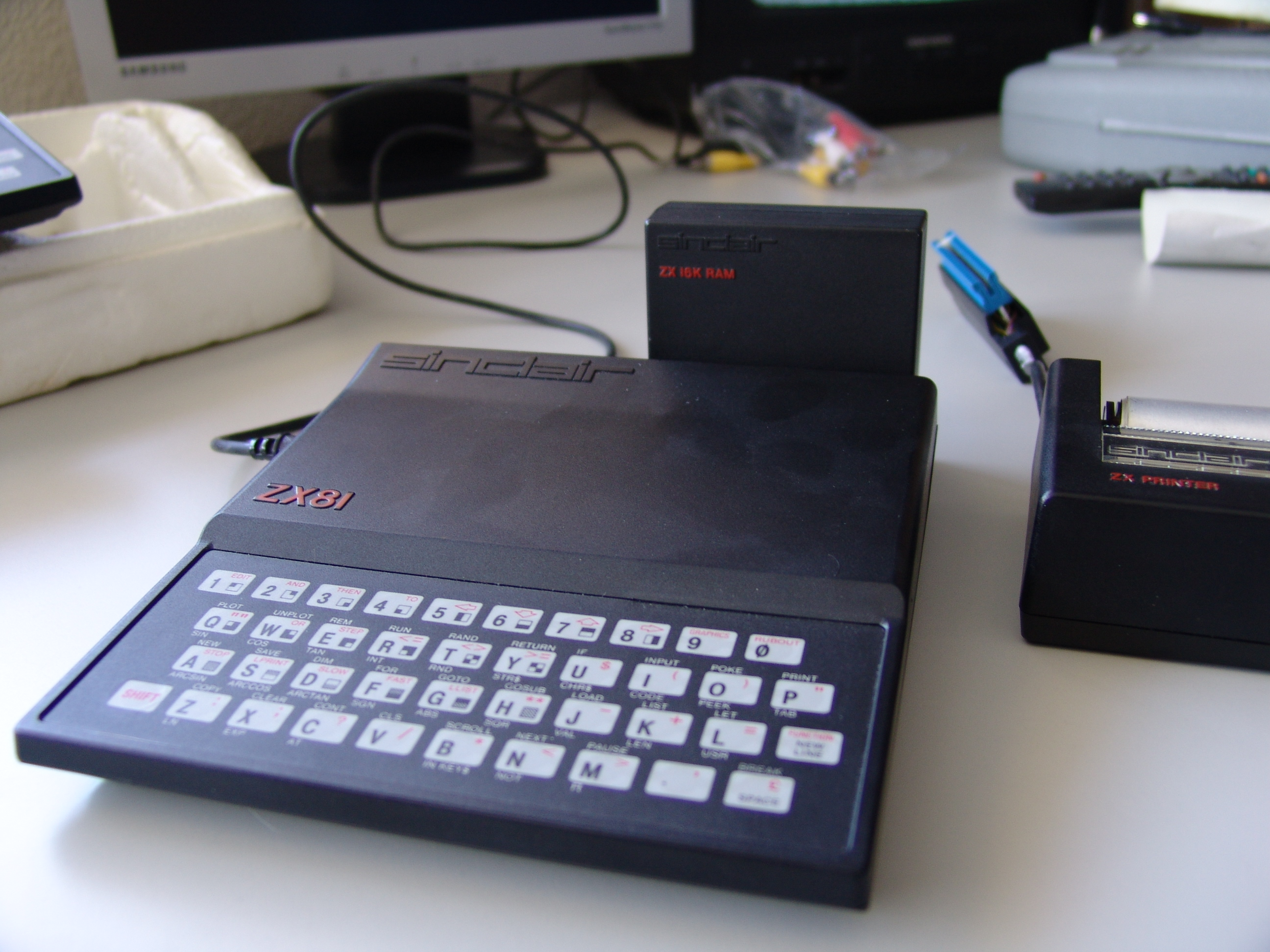
Sinclair ZX81